# Francisco Guerrero Pérez
Francisco Guerrero Pérez El Chalequero fue el primer asesino en serie del cual se tuvo registro en México, aunque no fue el primer asesino serial mexicano (éste título le corresponde a Felipe Espinosa, quien residía en Estados Unidos). Mató en la Ciudad de México alrededor de 20 mujeres dedicadas a la prostitución durante 1880 y 1888, y una última (una anciana no prostituta, aunque hay fuentes que manejan que sí lo era) en 1908.
Su periodo de actividad concordó con el de Jack el Destripador, por lo que algunos autores de su época y actuales lo han llegado a comparar con él. También fue nombrado por la prensa de la época como el "Barbazul mexicano", el "Destripador mexicano o del río Consulado", o el "Degollador del río Consulado". Guerrero era un asesino organizado, misionero motivado por el odio y sedentario.

## Antecedentes

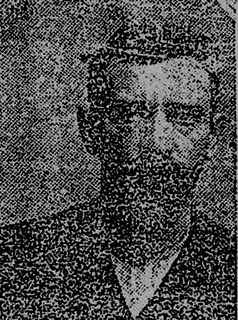
Rostro de Francisco Guerrero

Francisco Guerrero nació en el seno de una familia pobre en alguna parte del Bajío en 1840, fue el decimoprimer hijo; su infancia estuvo marcada por la pobreza, los abusos de su madre- golpeadora y asfixiante- y la ausencia de su padre. En 1862, a la edad de 22 años, emigra a la Ciudad de México, donde comienza a laborar como zapatero.
Guerrero, quien jamás tuvo reparo en tratar de ocultar su misoginia ni sus asesinatos, aun así estuvo casado -procreó 4 hijos con su esposa, llamada María, y otros más extramaritales- y tuvo muchas amantes, las cuales llegaron a mantenerlo ("barbazul"); llegó a tener todo un harén de meretrices a su servicio (se cree pudo ejercer como proxeneta).[cita requerida] En varias ocasiones se cuenta que se le pudo ver alardeando de sus crímenes en su barrio —vivía en la colonia de Peralvillo— y todos sabían lo que hacía pero nadie lo denunciaba por miedo. Paradójicamente, Guerrero se declaraba católico devoto de la Virgen de Guadalupe, y contaba orgulloso haber sido en su infancia sacristán.[cita requerida]
Vestía de manera estrafalaria aunque elegante, siempre usaba pantalones entallados de cachemira, fajas multícolores y chalecos de charro. Lo describían como:

"...guapo, elegante, galán y pendenciero." (Anónimo, 1888)

Existen dos teorías sobre su apodo «el Chalequero», una apunta a que simplemente era porque solía usar este tipo de prenda, otra menciona que se debía a que sostenía relaciones sexuales «a chaleco» con la mujer que él quisiera (la expresión "a chaleco" indica que algo se hace de manera forzada).

## Perfil psiquiátrico
Poseía una muy marcada personalidad psicopática pues carecía de empatía, no sentía culpa, tenía un estilo de vida parasitario, cosificaba a las personas a su alrededor, tenía una autoestima inflada, sufría de ataques súbitos de ira, era manipulador y promiscuo; pese a ello era una persona carismática (de ahí sus muchas amantes). En su época no se prestó atención a su diagnóstico pero su comportamiento y personalidad concuerdan con los de un trastorno errático de la personalidad (personalidad antisocial y/o personalidad narcisista). Lo describían como tranquilo y callado, ponía demasiado cuidado en su cuidado personal.[cita requerida]
Veía al sexo femenino como un simple satisfactor sexual desechable. Sus crímenes estaban marcados por una crueldad desmesurada con marcados tintes sexuales,- eran de odio. Violaba a sus víctimas para poder demostrar la supuesta "superioridad y poder" que creía tener sobre las mujeres. Todas sus víctimas (exceptuando la última) fueron prostitutas pero, a diferencia de lo que se llegó a creer, no las mataba por el hecho de serlo, sino porque ellas eran más vulnerables (prueba de ello fue que su última víctima no se dedicaba a esta práctica, sin embargo, también pertenecía a un sector poblacional vulnerable: la tercera edad). Según él las mujeres le debían una total fidelidad a sus maridos, el adulterio tendría que ser castigado con la muerte, consideraba especialmente pecaminosa la labor de una trabajadora sexual ya que no guardaban fidelidad hacia ningún hombre.
Es fácil intuir que su trastorno de personalidad y su misoginia, fue producto de un rechazo maternal durante la infancia, que degeneró en un complejo de Edipo no superado. Muy probablemente no conoció una imagen paterna o ésta representó el patrón de la violencia contra las mujeres (un padre golpeador). Pertenecía a un estrato social bajo y era prácticamente analfabeto. Proyectaba en sus víctimas la imagen de su madre.

### Perfil realizado en su época

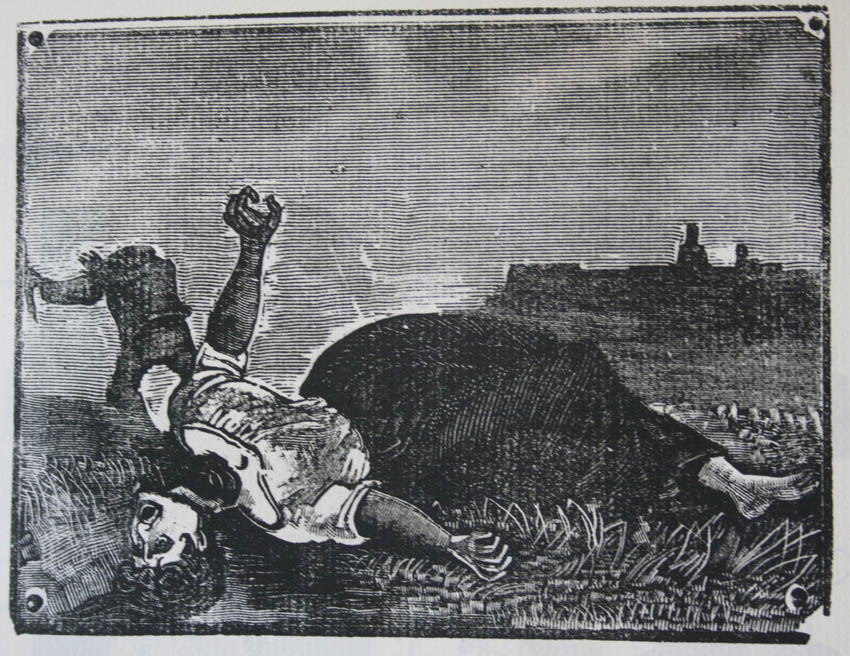
Grabado de José Guadalupe Posada que retrata una de las víctimas.

Con base en las teorías de Cesare Lombroso, vigentes para la criminología de la época, los detectives idearon un perfil del asesino: lo clasificaron como un "criminal nato" (según Lombroso los criminales natos eran individuos que habían nacido en un estrato social bajo y pertenecían a una determinada etnia, era producto de un proceso involutivo en donde a través de las generaciones, expuestas a un medio determinado, sus antepasados fueron alejándose de la condición humana hasta culminar en ellos, éstos habían degenarado hasta asemejarse a animales) y lo retrataban como un hombre perteneciente a un estrato social bajo, analfabeto, con evidentes muestras de decadencia social como un arreglo personal muy deficiente y malos modos, y un nivel de inteligencia subnormal; físicamente tendría tez morena,- ascendencia mestiza o indígena,- robusto y rasgos toscos, marcadamente masculinos, casi simiescos.
Carlos Roumagnac, uno de los primeros criminólogos mexicanos, concluyó que el "Degollador del río Consulado" era un criminal nato, al afirmar:

"...no hay datos suficientes que autoricen a suponer que (...) el Chalequero, haya cometido sus crímenes bajo la influencia irresistible de la perversión sexual (...) no los ha cometido bajo la influencia de una obsesión morbosa (...) los ha consumado por impulsiones violentas y conscientes (...) es por tanto un degenerado inmoral violento..." (Roumagnac, Carlos; 1906)

Quizás los investigadores no se equivocaron en la etnia, condición social y académica del asesino, pero si en su descripción física, en su comportamiento ante las demás personas- Guerrero era educado e incluso caballeroso, era así como se ganaba la confianza de sus víctimas- y en su capacidad intelectual- jamás se identificó algún grado de deficiencia intelectual en él, y de hecho sus crímenes mostraban a un asesino altamente organizado.- No fue hasta 1908, que un grupo de periodistas quienes, quizás influenciados por la noción de Jack el Destripador, retrataron ante las masas una imagen más cercana al verdadero Francisco Guerrero: un hombre delgado de tez morena, estatura mediana, escrupulosamente arreglado a la manera occidental, con un comportamiento refinado y galante, solo con una mirada penetrante y vacía.

## Crímenes

### Modus operandi

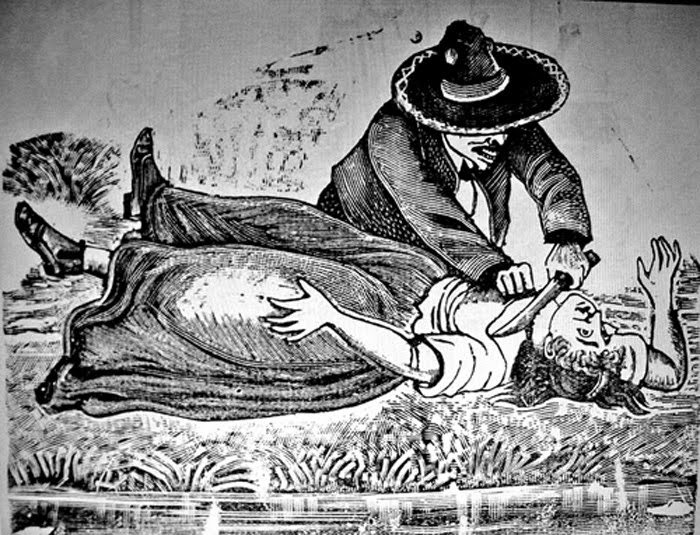
Grabado de la época, de José Guadalupe Posada, que ilustra uno de los asesinatos cometidos por Guerrero.

Abordaba a sus víctimas con el pretexto de hacer uso de sus servicios, y en efecto sí hacía uso de ellos. Posteriormente, las amagaba y ultrajaba, las asesinaba por estrangulación o degollamiento y, finalmente, por razones que no están muy claras,- quizás para que no pudieran ser identificadas,- en algunas ocasiones llegó a decapitarlas. Empleaba un cuchillo para curtir la piel, el cual también usaba en su oficio de zapatero. Tiraba los cadáveres en el río Consulado.
Un hecho curioso fue que la vida delictiva de Francisco Guerrero concordó con la del famoso Jack el destripador, al igual sus crímenes tuvieron varios elementos en común. En 1888, cuando la prensa mexicana publicó la noticia de los asesinatos de Jack el Destripador, los titulares anuciaban: Hay un "Chalequero" inglés.
En 1908, fue publicado un reporte gráfico de uno de los ataques atribuidos a Guerrero, la supuesta víctima era una prostituta llamada Lorenza Urrutía (quien también actuaría como testigo en el juicio por la muerte de la penúltima víctima del "destripador"), según relató: ella había conocido a Guerrero cerca de las vías férreas en la colonia Peralvillo, el hombre se le acercó para "pedirle lumbre para su cigarrillo", acto después sacaría un cuchillo con el cual la amagaría, menciona le pidió lo acompañara a charlar en un punto cerca de ahí; en esta ocasión la mujer pudo escapar gracias a que engañó al asesino para que la dejara ir a "recoger un dinero". Dos meses después se volvería a encontrar con Guerrero, esta vez sin tanta suerte; la condujo hasta una cueva alejada de la población, ahí la violó y torturó cerca de 2 días, ella pudo salir con vida porque Guerrero se fue durante un momento para ir a comprar pulque.

### Víctimas
La gran mayoría de sus víctimas fatales jamás fueron identificadas, tan solo se tienen los nombres de algunas mujeres muertas que incluso en algunas ocasiones tan solo fueron identificadas parcialmente:
- Candelaria García.[cita requerida]
- Francisca Rivero, apodada "la Chíchara".[cita requerida]
- María de Jesús Martínez.[cita requerida]
- Margarita Rosas, apodada "la Burra Panda".[cita requerida]
- María Refugio López.[cita requerida]
- Lorenza Urrutia.[cita requerida]
- Soledad Gonzalez.[cita requerida]
- María Guadalupe Villagrán.[cita requerida]
- Josefa Rodríguez.
- María Múñoz.[cita requerida]
- Murcia Gallardo.[cita requerida]
- Antonia, la anciana que representó su última víctima.[cita requerida]

## Primera detención
De 1880 a 1888, durante el Porfiriato, cadáveres de mujeres decapitadas, brutalmente golpeadas y cortadas, comenzaron a aparecer en los márgenes del río Consulado. El 13 de febrero de 1888, Francisco Guerrero fue arrestado por el detective Francisco Chávez, tras haber sido denunciado por varios vecinos- José Montoya, Eulalia González y Lorenza Urrutía- de una de sus víctimas, llamada Murcia Gallardo. Murcia Gallardo era una mujer pobre dedicada a la prostitución, a principios de 1888 había sido violada y degollada, su cadáver se encontró a orillas del río Consulado; la última vez en que se le había visto con vida se encontraba en compañía de Francisco Guerrero.
Ya para entonces Guerrero se jactaba abiertamente de sus crímenes dentro del bajo mundo del arrabal. Pero al verse atrapado negó todos los crímenes.[cita requerida]

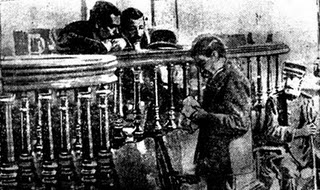
Fotografía del primer juicio de Guerrero

Tras la captura de Guerrero, una nueva denuncia se entabló en su contra; era de una mujer llamada Emilia, que lo acusó de violación e intento de homicidio; según declararía ella no era prostituta, era lavandera, había sido agredida por Guerrero en la colonia del río Consulado tras regresar de una peregrinación al pueblo de La Santísima cerca de la Villa de Guadalupe. Dándola por muerta la había abandonado en los márgenes del río.[cita requerida]
Aunque en un principio el autoritario régimen habría censurado la mayoría de las noticias que hablaban sobre los crímenes, para cuando se logró capturar al asesino, la ola mediática no pudo ser contenida y Francisco Guerrero se convirtió en un hito para las masas.[cita requerida]
Francisco Guerrero solo fue condenado por la muerte de Murcia y la agresión a Emilia, no se pudo comprobar su responsabilidad en los demás crímenes. En un principio, como dictaban las leyes, fue sentenciado a pena de muerte, pero el mismo Porfirio Díaz revocó la sentencia y lo sentenció a 20 años de reclusión en la prisión de San Juan de Uluá. En 1904, por error recibió el indulto.

## Segunda detención
Pocos años después de haber sido liberado, justamente el 13 de junio de 1908, Francisco Guerrero fue aprehendido por segunda vez por el asesinato de una anciana- que jamás fue identificada plenamente, tan solo se supo que se llamaba Antonia- a quien ejecutó de la misma manera que a sus otras víctimas. La mujer apareció degollada a orillas del río Consulado; supuestamente el móvil del asesinato fue que la anciana "lo había hecho enojar".[cita requerida]
En esta época la noción de asesino en serie estaba muy lejos de existir. Fue un reportero, que dando cobertura a los hechos, se dio cuenta de que el asesinato de la anciana coincidía con la serie de crímenes perpetrados por Guerrero 20 años atrás (mismo patrón, característica más distintiva de los asesinos seriales),- quien lo denuncia. Fue detenido a una corta distancia del sitio del crimen todavía con las manos ensangrentadas.[cita requerida]
En esta ocasión Guerrero había cometido múltiples errores: un niño llamado José Inés Rodríguez había sido testigo de la violación y el asesinato de la anciana, el niño era pastor y estaba arreando a su ganado cerca del río cuando escuchó los gritos de la mujer, se acercó y oculto entre unos matorrales atestiguó todo lo ocurrido; y además dos mujeres- hermanas apellidadas Solorio- vieron a Guerrero limpiarse de la sangre en los brazos, cara y tórax con el agua del río a unos pocos metros de distancia del crimen.
La detención de Guerrero se dio sin mayor alarde, exceptuando porque el suceso atrajo la atención de más de 2 000 espectadores. Fue recluido en la prisión de Lecumberri y sentenciado nuevamente a pena de muerte, esta vez sin que alguna autoridad interviniera.[cita requerida]

## Muerte
Francisco Guerrero falleció antes de que la sentencia se pudiera cumplir, en 1910 a la edad de 70 años, justamente el año que se desató la Revolución mexicana.[cita requerida]
Algunas versiones manejan que murió de tuberculosis, otras manejan la tifoidea como causa de su muerte y otras indican que falleció de una contusión craneoencefálica al sufrir un accidente; hasta la fecha no se sabe a ciencia cierta cual fue la verdadera causa de su muerte, solo se sabe que el signo final de la patología fue una tromboembolia cerebral, fue encontrado inconsciente en su celda, posteriormente fue trasladado al Hospital Juárez donde falleció. Jamás mostró señales de arrepentimiento.[cita requerida]

## Francisco Guerrero en la cultura popular
- Los crímenes del "Chalequero" sirvieron de inspiración para 2 grabados del reconocido artista José Guadalupe Posada.[22][23] Los grabados se conservan hasta la actualidad y ahora son ya de dominio público.(Véanse anteriormente en este mismo artículo.)
- La novela "Carne de ataúd" del periodista y escritor Bernardo Esquinca están inspirados en los crímenes de este asesino.[24]

### Curiosidades
- Posterior a su detención en 1888, declararía que su texto favorito era "Los misterios de París" de Eugenio Sue.[3] Durante su estancia en Lecumberri, Guerrero se volvió aficionado a la novela "Pablo y Virginia" de Jacques-Henri Bernardin de Saint-Pierre, la cual leía constantemente.[25][26]